# Шеффер, Фернандо
Фернандо Шеффер (порт. Fernando Scheffer; род. 6 апреля 1998, Каноас, Риу-Гранди-ду-Сул) ― бразильский пловец, бронзовый призёр летних Олимпийских игр в Токио на дистанции 200 м вольным стилем, чемпион мира на короткой воде 2018 года, трёхкратный чемпион Панамериканских игр, двукратный чемпион Южноамериканских игр (2018).

## Биография и спортивная карьера
Родился 6 апреля 1998 года в городе Каноас, Риу-Гранди-ду-Сул, Бразилия.
Шеффер начал выступать за клуб Grêmio Náutico União, а в 2018 году он перешел в Minas Tênis Clube.
27 апреля 2018 года, участвуя в соревнованиях Maria Lenk Trophy (длинная дистанция) в Рио-де-Жанейро, Шеффер побил рекорд Южной Америки на дистанции 200 метров вольным стилем за 1: 46,08 секунды. Три дня спустя он побил рекорд Южной Америки на 400 метров вольным стилем за 3: 49,06 секунды.
На Южноамериканских играх 2018 года в Кочабамбе он выиграл две золотые медали на дистанциях 200 м и 4 × 200 м вольным стилем и серебряную медаль на дистанциях 4 × 100 м вольным стилем.
На 2018 год чемпионате по плаванию Тихого океана в Токио (Япония), Шеффер занял 4-е место в 200 метров вольным стилем среди мужских команд, четвёртой в эстафете 4 × 200 метров вольным стилем Мужская и шестой в беге на 400 метров вольным стилем.
На чемпионате мира по водным видам спорта в Кванджу, Южная Корея, молодая бразильская эстафетная команда 4 × 200 метров вольным стилем, теперь с Жоао де Лукка вместо Леонардо Коэльо Сантоса, улучшила южноамериканский рекорд почти за 3 секунды со временем 7: 07.12. Они финишировали 7-ми, со временем 7: 07.64 в финале.
Впервые бразильская эстафета 4×200 м вольным стилем прошла квалификацию в финал чемпионата мира, и в результате Бразилия вышла на Олимпийские игры 2020 года в Токио. На дистанции 200 метров вольным стилем он был очень близок к выходу в финал, финишировав 9-м, всего в 8 миллисекундах от 8-го места.
На 2019 Панамериканские игры, состоявшейся в Лиме, Перу, завоевал две золотые медали на 200 метров вольным стилем среди мужчин в [22] и в 4 × 200 реле метров вольным стилем Мужская, побив рекорд Панамериканские игры в эстафете. Он также выиграл серебряную медаль на 400 метров вольным стилем среди мужчин.

## Летние Олимпийские игры 2020 года
На летних Олимпийских играх 2020 года в Токио Шеффер побил рекорд Южной Америки на дистанции 200 метров вольным стилем среди мужчин со временем 1: 45,05, заняв 2-е место в полуфинале. После квалификации, заняв последнее место в полуфинале, снова превзошел самого себя в финале, снова побив свой южноамериканский рекорд с большим отрывом со временем 1: 44,66, получив бронзовую медаль, повторив подвиг Густаво Борхеса, последнего бразильца, завоевавший олимпийскую медаль в этом виде. Шеффер снизил рекорд Южной Америки почти на 1 секунду на Олимпийских играх, чтобы выиграть медаль.